# ماریجانا راجچیچ
ماریجانا راجچیچ (انگلیسی: Marijana Rajcic؛ زادهٔ ۱۵ مارس ۱۹۸۹) بازیکن فوتبال، و بازیکن فوتبال استرالیایی اهل استرالیا است.